# Kochane kłopoty
Kochane kłopoty (tytuł oryginalny Gilmore Girls) – amerykański serial komediodramatyczny emitowany od 5 października 2000 do 15 maja 2007 roku przez telewizje The WB. Sezon pierwszy wyemitowany w 2000 roku miał 21 odcinków, natomiast sezony od drugiego do siódmego miały po 22 odcinki. Ukazuje losy matki i córki: Lorelai i Rory Gilmore. Pod koniec lipca 2016 Netflix zapowiedział datę i wypuścił pierwszy teaser odcinków specjalnych zatytułowanych Kochane Kłopoty. Rok z życia (j. ang. Gilmore Girls: A Year in the Life.) Każdy z odcinków trwa około 90 minut i odnosi się do jednej z pór roku poczynając od zimy. Premiera wszystkich odcinków odbyła się 25 listopada 2016. Te odcinki zostały wyprodukowane przez telewizję  The CW. 
Kochane kłopoty zostały uhonorowane wieloma nagrodami, w tym m.in. Nagrodą AFI i dwoma Viewers for Quality Television Awards. Gwiazda filmu, Lauren Graham, została nominowana do Złotego Globu dla Najlepszej Aktorki oraz do przyznawanej przez Stowarzyszenie Aktorów Telewizyjnych nagrody za najlepszą rolę kobiecą, uhonorowano ją również Nagrodą Telewizyjnego Kina Rodzinnego. Alexis Bledel z kolei otrzymała Nagrodę dla Młodych Artystów i Nagrodę Telewizyjnego Kina Rodzinnego. Serial "Kochane Kłopoty" został uznany przez TV (The Book): Two Experts Pick the Greatest American Shows of All Time" oraz magazyn Time jako jeden ze 100 najlepszych telewizyjnych programów wszech czasów

## Opis fabuły
Lorelai pochodzi z bogatej rodziny, w wieku szesnastu lat zachodzi w ciążę, po urodzeniu córki Rory wyprowadza się – można nawet powiedzieć, że ucieka – z domu rodziców. Od tamtego czasu musi radzić sobie sama, łącząc obowiązki matki z pracą zarobkową. Przez wiele lat życia tylko we dwójkę między matką a córką rodzi się niezwykła przyjaźń.

## Bohaterowie
- Lorelai Gilmore (Lauren Graham) Jedna z dwóch głównych bohaterek serialu grana przez Lauren Graham. Odcięta od kontrolujących rodziców samotnie wychowuje szesnastoletnią Rory. Powszechnie znana i lubiana przez mieszkańców swojego miasta.  Swoje pierwsze zawodowe kroki stawiała w hotelu Independence Inn jako pokojówka, z czasem awansując i uzyskując stanowisko kierownika. Wraz z przyjaciółką Sookie (Melissa McCarthy) spełnia marzenie i otwiera własny zajazd, gdy Independence Inn ulega pożarowi. Cechuje ją duże poczucie humoru, lekkość obycia, a znana jest z uzależnienia od kawy. Wielokrotnie nawiązuje romantyczne relacje, między innymi z ojcem Rory, Christopherem oraz Lukiem, właścicielem lokalnej jadłodajni.
- Lorelai Leigh „Rory” Gilmore (Alexis Bledel) Córka Lorelai i Christophera, ulubienica Stars Hollow. Niezwykle piękna, inteligentna, oczytana i ambitna dziewczyna. Aby spełnić marzenie o studiach na Harvardzie, rozpoczyna naukę w prywatnej szkole średniej gdzie napotyka trudności w postaci wymagających nauczycieli oraz rywalizujących uczniów. Z powodu nadzwyczaj bliskiej relacji z matką, i prawie zerowego kontaktu z ojcem, Rory jest odbiciem samej Lorelai, zarówno wśród cech charakteru, jak i nawyków. Jej pierwszą miłością jest chłopak z tego samego miasta, ale poważny związek rozpoczyna dopiero na studiach.
- Luke Danes (Scott Patterson) Przyjaciel Lorelai, właściciel popularnej jadłodajni w Stars Hollow. Z czasem, widując Lorelai z innymi mężczyznami uświadamia sobie swoje do niej uczucia, co skutkuje długim i poważnym związkiem między nimi. Uzdolniony zarówno kulinarnie jak i technicznie, często przeprowadza naprawy sprzętu dla Lorelai i innych okolicznych mieszkańców.
- Lane Hyun-kyung Kim (następnie Lane Van Gerbig) (Keiko Agena) Z pochodzenia Koreanka i najlepsza przyjaciółka Rory. Jej niezwykle restrykcyjna matka nie pozwala jej na zbyt wiele, co doprowadza Lane do prowadzenia podwójnego życia.Zakazane płyty kompaktowe trzyma w szafkach, pod łóżkiem, a nawet pod deskami parkietu. Gdy odkrywa pasję do gry na perkusji, zakłada zespół. Gdy jej matka poznaje prawdę o życiu córki, Lane wyprowadza się z domu i zamieszkuje z kolegami z zespołu, co prowadzi do czasowego zerwania relacji z matką.
- Christopher Hayden (David Sutcliffe) Nieobecny ojciec Rory. Jego częste powroty i odejścia są powodem braku zaufania wobec niego ze strony Rory i Lorelai, mimo że obie darzą do niego głębokie uczucia. Nie był obecny przy najtrudniejszych dla Lorelai latach, gdy ona jako nastoletnia matka próbowała ułożyć sobie życie, jednakże później wielokrotnie daje upust swoim uczuciom do Lorelai.
- Emily i Richard Gilmore (Edward Herrmann i Kelly Bishop) Bardzo zamożni rodzice Lorelai. Aby opłacić edukację Rory, Lorelai zawiązuje z nimi umowę, według której wraz z córką będą się stawiać co piątek na kolacji. Przez ten zabieg Emily pragnie odnowić relacje z córką i wnuczką, dotychczas widywanymi jedynie w święta. Wielokrotnie pragną zeswatać Lorelai i Christophera. Oboje są bardzo eleganccy, z klasą i z zasadami. Bardzo dumni ze wszystkich osiągnięć Rory; nieustannie strofują Lorelai, również sprzeczając się z nią.
- Sookie St. James (Melissa McCarthy) Najlepsza przyjaciółka Lorelai, wspólniczka i szefowa kuchni w ich wspólnym hotelu. Wybitna, lecz nieco roztargniona kucharka, przez swoje wpadki często kończy skaleczona bądź poparzona. Zakłada rodzinę wraz z Jacksonem, lokalnym producentem warzyw.
- Paris Geller (Liza Weil) Z początku zaciekła rywalka Rory w szkole średniej, z czasem zauważa podobieństwa między nimi i nawiązuje dziwną, lecz trwałą przyjaźń. Obie dostają się na tę samą uczelnię, a nawet zostają współlokatorkami na czas trwania studiów.
- Taylor Doose (Michael Winters) Radny i samozwańczy burmistrz Stars Hollow. Postać bardzo stanowcza, szybko wprowadzająca często szalone pomysły w życie, co często spotyka się ze stanowczą dezaprobatą mieszkańców miasta.
- Patricia „Miss Patty” LaCosta (Liz Torres) Mieszkanka Stars Hollow, nauczycielka tańca. Zdaje się wiedzieć wszystko o wszystkich, co ma swoje dobre i złe strony.
- Kirk Gleason (Sean Gunn) Mieszkający z zaborczą matką kawaler. W każdym odcinku ma nową pracę (jak sam mówi ma ich 15 000). Niezbyt przystosowany społecznie. Bierze udział we wszystkich szalonych pomysłach Taylora.
- Dean Forester (Jared Padalecki) Pierwszy chłopak Rory. Po ich drugim rozstaniu szybko żeni się z Lindsay, którą później zdradza z wciąż bliską jemu sercu Rory. Po rozwodzie ponownie związuje się ze swoją pierwszą miłością, lecz ich związek na odległość (Rory wyjechała już wtedy na studia) nie udaje się i para ponownie się rozstaje.
- Jess Mariano (Milo Ventimiglia) Drugi chłopak Rory. Siostrzeniec Luke'a. Źle się uczy.
- Logan Huntzberger (Matt Czuchry)  Pochodzi z bardzo bogatej rodziny, ma trzech kumpli. Trzeci chłopak Rory, poznany na Yale. Lorelai boi się, że Logan nie będzie uważał na Rory. Oświadcza się Rory.

## Miejsca
- Chilton – prywatna szkoła, do której uczęszcza Rory w sezonach 1-3, przenosząc się z publicznego liceum w Stars Hollow. Rory bardzo angażuje się w życie szkoły. Przezwycięża początkowe trudności z przystosowaniem się do nowej szkoły i nadrobieniem materiału, i z czasem zdobywa coraz lepsze oceny w związku z czym kończy szkołę z najwyższą średnią i wygłasza wzruszające przemówienie podczas rozdania dyplomów. Lorelai i jej dziadkowie są z niej niezmiernie dumni. Aby pokryć wysokie czesne za naukę zdesperowana Lorelai pożycza pieniądze od swoich rodziców, Emily i Richarda, dodatkowo zgadzając się na cotygodniowe rodzinne kolacje w ich domu.
- Stars Hollow – malutkie miasteczko, w którym wszyscy się doskonale znają i zazwyczaj wspierają. Wszyscy są ze sobą bardzo zżyci i często organizują lokalne festyny i pikniki. Jest bardzo zielone i zadbane.
- Jadłodajnia Luke'a – Z powodu niechęci do gotowania, Rory i Lorelai są tam stałymi bywalcami. Miejsce często zatłoczone i chętnie odwiedzane przez wielu mieszkańców.
- Independence Inn - Miejsce pracy Lorelai, gdzie zaczynała swoją przygodę z dorosłym życiem, gdzie się wychowała i mieszkała gdy Rory przyszła na świat.
- Dragonfly Inn – Spełnienie planów i marzeń Lorelai oraz Sookie. Miejsce z historią odnowione przez nie dużym nakładem pracy.
- Yale – uniwersytet, na którym Rory studiuje dziennikarstwo począwszy od czwartej serii, otrzymując dyplom w przedostatnim odcinku serialu. Podjęcie nauki na tej prestiżowej uczelni jest możliwe dzięki pożyczce od dziadków dziewczyny i tym samym kontynuacji piątkowych kolacji.

## Nagrody
- 2001 Family Television Award najlepsza aktorka (Lauren Graham, najlepszy nowy serial).
- TCA Award najlepszy nowy serial.
- Viewers for Quality Television Awards.
- Złoty Glob (nominacja) dla najlepszej aktorki dla Lauren Graham.